# 费拉里广场

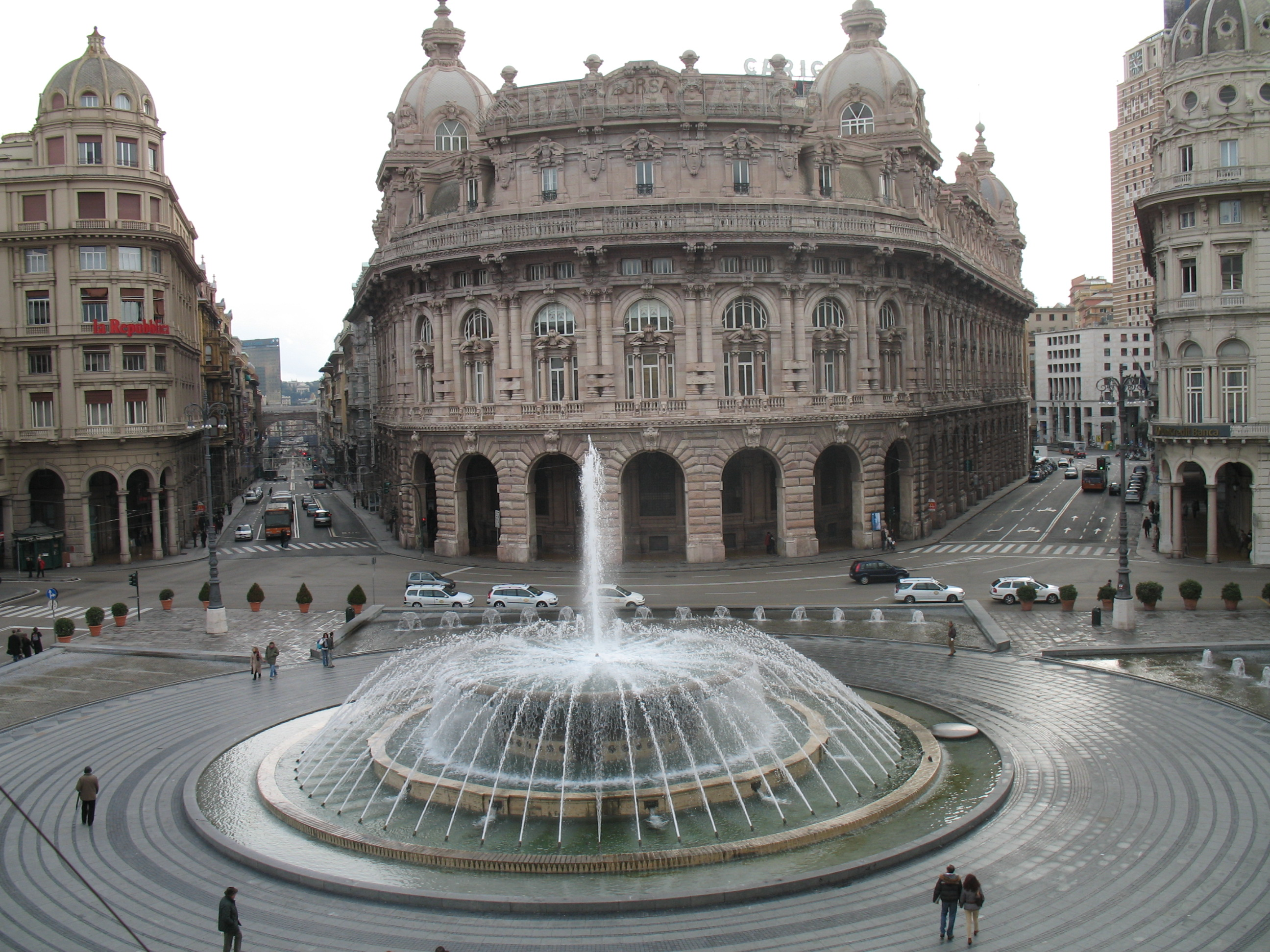
费拉里广场东侧，通向九月二十日街和但丁街

费拉里广场（Piazza De Ferrari）是意大利热那亚的主要广场，位于热那亚的市中心，介于老城和新城之间，以喷泉著称。
今天广场附近有很多写字楼，银行，保险和其他私人公司的总部，是热那亚的金融和商业中心区。 
在19世纪末，热那亚和米兰同为意大利的主要金融中心，在费拉里广场建立了证券交易所，意大利信贷银行等许多机构，意大利银行办事处成立于1893年。 

## 古老宫殿
广场周围有许多历史宫殿和建筑：
- 公爵府

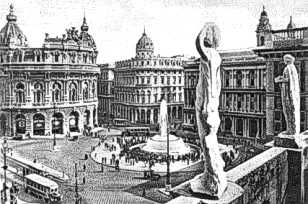
老明信片

- 利古里亚地区Ligurian Region总部 ，前意大利航海宫（Palazzo Italia di Navigazione）
- 利古里亚美术学院，成立于1741年
- 卡洛·费利切剧院，新古典主义（意大利建筑师卡罗·巴拉维诺设计）和朱塞佩·加里波第骑马雕像（意大利雕塑家奥古斯托·里瓦尔塔作品）
- 证券交易所大厦，建筑师阿尔弗雷多Coppedè建于1912年
- 加列拉公爵拉菲尔德·费拉里宫，广场因此得名